# Pacific World
La Pacific World è una nave da crociera della compagnia di navigazione Peace Boat.

## Servizio
Varata il 21 gennaio 1995 nel cantiere navale di Monfalcone da Fincantieri con il nome di Sun Princess e consegnata l'8 novembre successivo alla Princess Cruises, parte tre giorni dopo per il suo viaggio inaugurale da Fort Lauderdale.
Il 1º dicembre viene battezzata negli Stati Uniti.

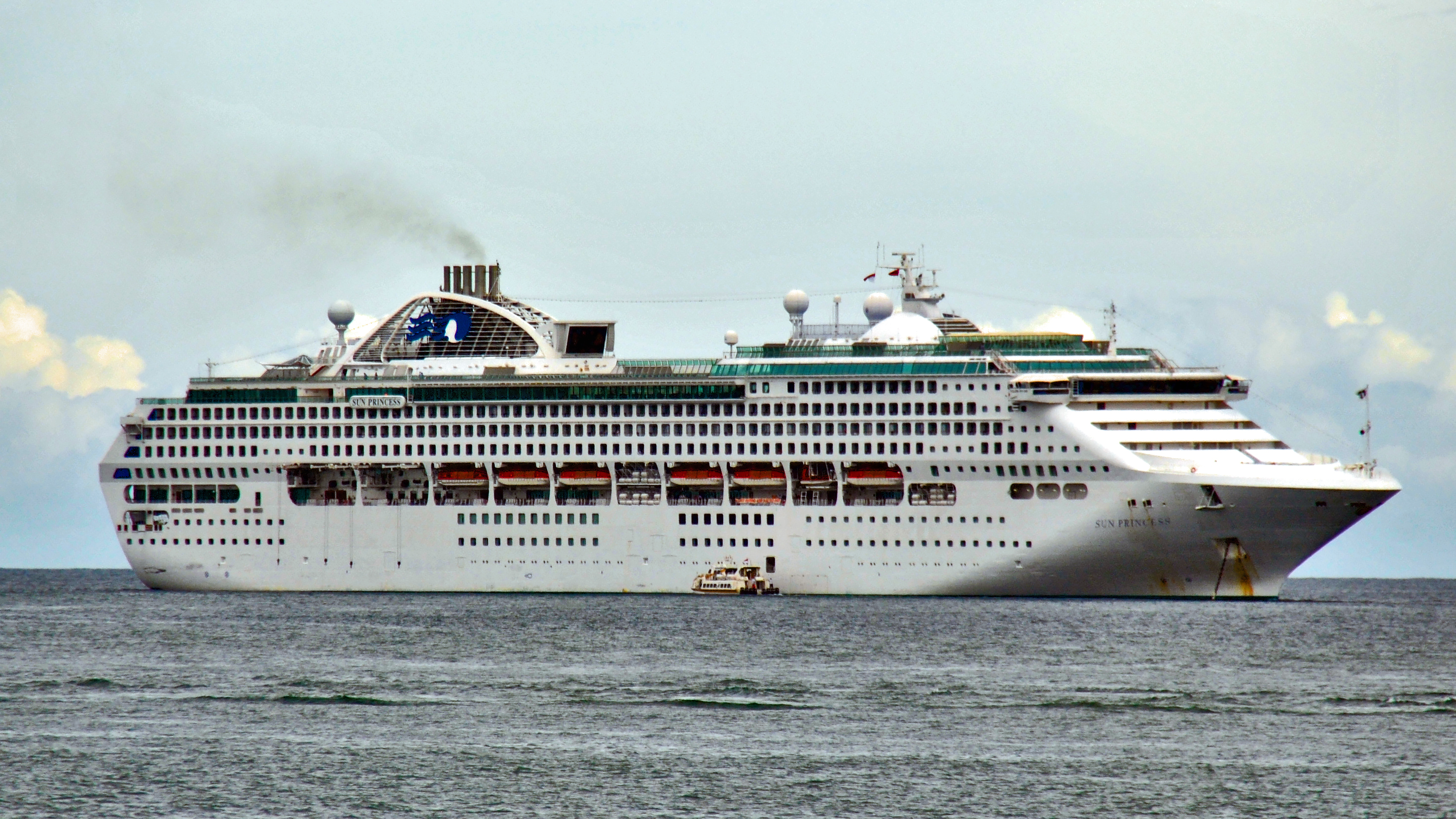
Sun Princess a Bali con la vecchia livrea.

Nel 2018 è stata sottoposta ad ammodernamenti in bacino di carenaggio, che hanno comportato il cambio di livrea e l'aggiunta di aree e servizi.
Nel settembre del 2020, con l'entrata in servizio della nuova Enchanted Princess, viene ceduta alla Pacific World Cruises Ltd, dalla quale viene ribattezzata Pacific World.

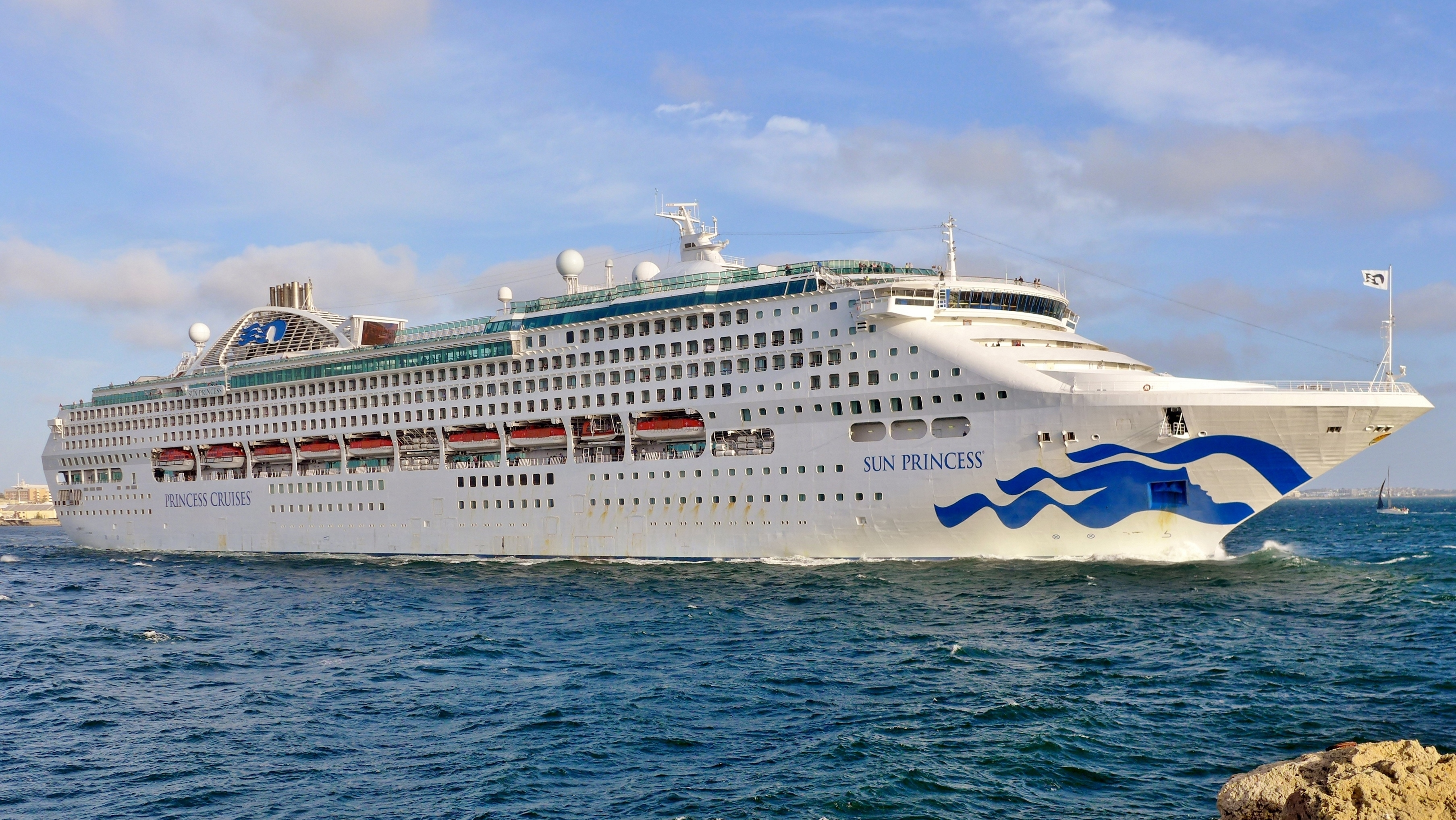
La Sun Princess a Fremantle nel 2018.

## Navi gemelle
- Dream (ex Sea Princess)
- Pacific Explorer
- Queen of the Oceans